# 劉胤 (東晋)
劉 胤（りゅう いん、太康2年（281年）- 咸和4年12月24日（330年1月29日））は、中国の東晋の官僚・政治家。字は承胤。本貫は東萊郡掖県。

## 経歴
漢の斉悼恵王劉肥の後裔とされる。容姿端麗で美しく有力者たちと交友して山東地方で有名となり、人士たちの敬慕を受けた。賢良に推挙されて、司空掾として召されたが、就任しなかった。華北の戦乱のために、母を連れて遼東に避難しようとしたところ、幽州刺史の王浚に引き止められて、勃海郡太守に任じられた。建興2年（314年）、王浚が石勒に敗れると、劉胤は冀州刺史の邵続を頼って移った。邵続は弱体だったため、石勒に降伏することを検討していたが、劉胤がこれを諫めて琅邪王司馬睿に帰順するよう勧めた。邵続は劉胤の意見に従って、異議を唱えていた者の数人を殺し、江南の司馬睿のもとに遣使した。劉胤は自ら江南行きを志願して派遣された。
建康に到着すると、司馬睿により丞相参軍に任じられ、尚書吏部郎に累進した。大興3年（320年）、石虎が邵続の守る厭次を攻撃すると、劉胤は厭次の救援を元帝（司馬睿）に求め、元帝も援軍を派遣しようとしたが、邵続がすでに戦没したと聞いて取りやめた。王敦は劉胤を気に入っており、右司馬として求めた。劉胤は王敦が玉座に野心を抱いていることを知っていたため、病を理由に応じなかった。王敦に逆らったことから、劉胤は豫章郡太守として出された。豫章郡の豪族の莫鴻が県令を殺して反乱を起こしていたが、劉胤が着任すると、莫鴻と豪族たちを殺して鎮圧した。
咸和初年、平南軍司となり、散騎常侍の位を加えられた。咸和2年（327年）末、蘇峻が蘇峻の乱を起こすと、翌年に江州刺史の温嶠が蘇峻を討つべく兵を率いて東下し、劉胤らを湓口に留めて守らせた。蘇峻の乱が平定されると、劉胤は勲功により豊城県子の爵位を受けた。ほどなく温嶠に代わって仮節・平南将軍・都督江州諸軍事・江州刺史となった。
劉胤は酒びたりで楽しみにふけり、政事を省みようとしなかった。商売と利殖に励んで、財産を増やした。建康の朝廷は財政難で、歳入を江州からの水運に頼っていたが、劉胤が水運を私的に独占してしまった。御史が劉胤を弾劾して免官するよう奏上した。咸和4年12月壬辰（330年1月29日）、劉胤は郭黙に殺害された。享年は49。
子の劉赤松が後を嗣ぎ、南平長公主（成帝の娘）を妻に迎えて、黄門郎・義興郡太守に上った。

## 伝記資料
- 『晋書』巻81 列伝第51